# A. Lapeira Litograf Española
A. Lapeira Litograf Española es una empresa ubicada en Málaga a finales de la primera mitad del siglo XVIII y pionera en España en la fabricación de envases metálicos.

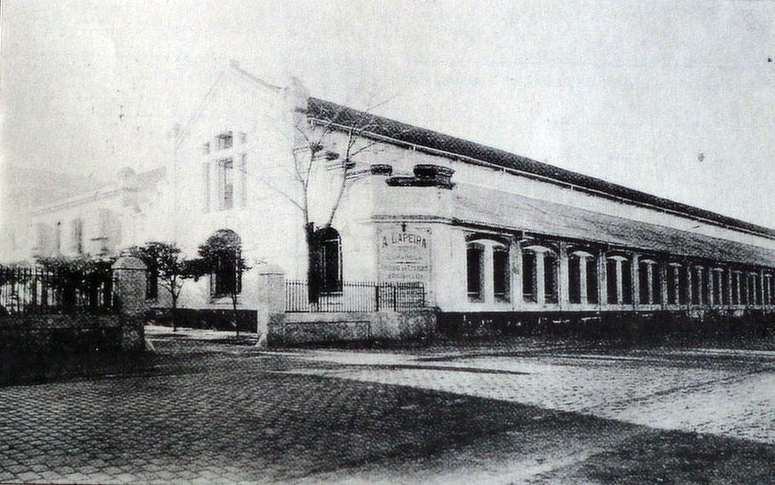
Fachadas: principal (calle Góngora) y derecha (calle Héroe Sostoa).

## Primera generación
Corre el año 1752 cuando el matrimonio formado por Antonio Lapeira y Juana Brossó llegan a Málaga procedentes de la ciudad francesa de Bergerac siguiendo la estela de algunos compatriotas suyos y otros llegados de distintas partes de Europa. Se instalan en la capital y deciden establecerse en ella de forma permanente. Antonio monta un taller de plomero en Calle Martínez, 16, en el centro de la ciudad, y empieza a tomar sus primeros contactos con constructores, regidores ciudadanos y con la escasa burguesía local, aún en ciernes, a quienes ofrece sus servicios profesionales.
Los comienzos no fueron fáciles, tuvo que pasar algún tiempo para ser valorado como profesional plomero por arquitectos reputados y maestros constructores que le ofrecieran proyectos importantes. Fue entonces cuando se le encargó participar en la construcción de las fincas de La Concepción y de San José en el camino viejo de San Telmo (hoy accesos a Málaga por Las Pedrizas) aprovechando sus técnicas innovadoras y conocimientos avanzados que traía adquiridos de su Francia natal.

## Segunda generación
Del matrimonio nació Juan que se casó con una joven malagueña llamada Antonia Márquez. Al poco tiempo le sorprendió la muerte de su padre. Joven y recién casado Juan Lapeira Brossó tuvo que hacerse cargo de la empresa familiar y gracias a su esfuerzo, además del prestigio heredado de su padre, no solo consigue mantener el taller sino que instala otro de mayor tamaño y varias plantas en la calle Vendeja entre los número 5 al 11 de cuyos locales saldrán los primeros envases metálicos para la exportación de aceite de oliva. Fue el comienzo de lo que sería posteriormente la sociedad anónima A. Lapeira Metalgraf Española y la primera fábrica de este tipo en España.
La aventura es ciertamente difícil, debido fundamentalmente a que en España no se fabricaba por entonces la hojalata, es preciso importarla del País de Gales y era en la fábrica de Lapeira donde se conformaba y soldaba de forma artesanal hasta adquirir las medidas adecuadas. Estos envases carecían de publicidad exterior tan solo llevaban troquelados por un lado el nombre del envasador, por otro el del producto que contenía y muy discretamente, en la parte baja del envase, el nombre del fabricante (pie de casa).

## Tercera generación
La tercera generación que aparece en la escena familiar es Nicolás Lapeira Márquez que se casa en 1857 con Dolores Rodríguez, dama de acomodado origen, cuya familia tenía en propiedad grandes extensiones de terreno en la zona de viñedos de Campanillas. Concretamente la Finca de San Ginés en la que existía el célebre pasero del mismo nombre. Esta circunstancia hizo que en la fábrica de calle Vendeja se incrementara la producción introduciendo unas variantes a los envases metálicos para la exportación de pasas.

## Cuarta generación

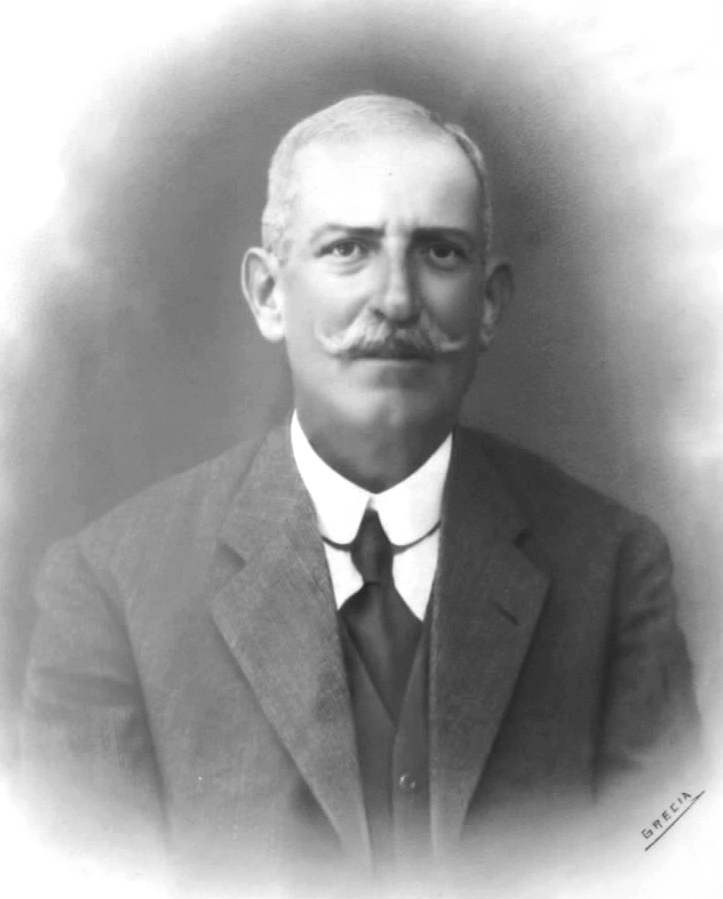
Adolfo Lapeira Rodríguez.

Nicolás y Dolores tuvieron dos hijos, Adolfo y Nicolás. Cuando ellos se incorporan a la empresa familiar, la firma pasa a denominarse Hijos de Nicolás Lapeira consiguiendo bajo esta denominación la Medalla de Oro en la Exposición Regional en el Liceo de Málaga patrocinado por el Ayuntamiento Constitucional de 1893 rubricado por su alcalde Enrique Herrera Moll y el presidente del jurado Arturo Torres.

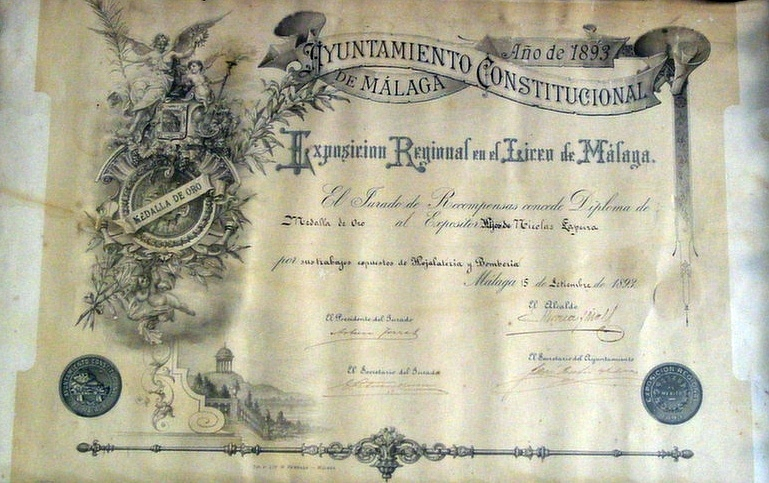
Diploma acreditativo de la Medalla de Oro concedida por el Liceo de Málaga.

Para hacernos una idea de la envergadura que por entonces ya tenía la fábrica echamos una mirada al libro de pedidos de enero de 1904 con las siguientes anotaciones:
-Día 4: Enrique Grana, 2.000 latas para aceite; Larios Hermanos, 2 depósitos; A. Pries, 5.000 placas cilíndricas; Joaquín Raggio, 100 latas.
-Día 8: Blake, 28 chapas onduladas; Enrique Grana, 100 barriles; Lamothe, 2200 latas.
-Día 11: Raggio, 2.000 latas decoradas a una viñeta y tres tintas y barniz, tamaño 10 litros de aceite, más 500 cajones de madera para dichas.
-Día 12; Garret, 1.000 placas de 80 milímetros cuadradas,..............
Y sigue habiendo pedidos a la orden de Heredia y Cia., Teodoro Gross, Parladé, Rein, Jiménez y Lamothe, Lemecke, Oppel, Bentabol, Werner, Valls, Scholtz, Paul Delange, Calvet, etc.
Los envases para aceite y pasas son fundamentalmente los géneros exportadores de Málaga aunque ya empieza a haber pedidos esporádicos para conservas de pescado, carnes, dulces de membrillo, jaleas, etc. Para conseguir satisfacer dichos pedidos es necesario emprender nuevos retos y para ello los hermanos Lapeira Rodríguez en 1917 deciden separar las dos líneas de producción quedándose Nicolás al cuidado de la explotación de la pasa de Campanillas mientras que Adolfo con sus hijos Adolfo, Antonio y José Lapeira Meliveo, la cuarta generación, abordan el proyecto de construcción de una nueva fábrica.

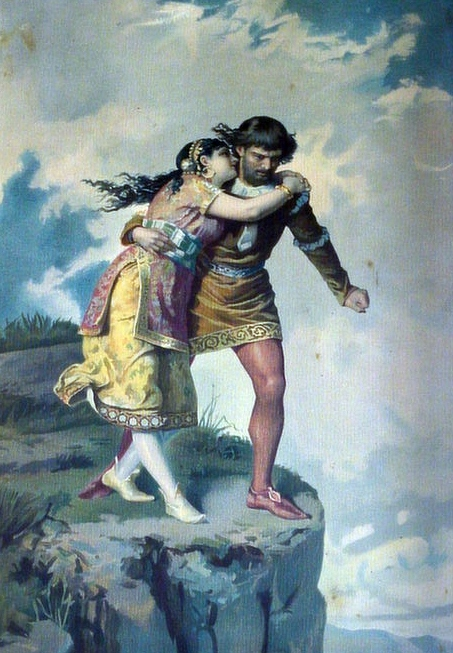
Litografía a 18 colores del cuadro "La Peña de los Enamorados" de Martínez del Rincón propiedad de Excmo. Ayuntamiento de Málaga.

El 22 de enero de 1918 Adolfo Lapeira Rodríguez como gerente de la sociedad “A. Lapeira Metalgraf Española” según escritura otorgada el 10 de enero de 1918 ante el notario Juan Barroso Ledesma, dirige una instancia al alcalde solicitando permiso para la construcción de un edificio en un solar de su propiedad adquirido en 1912 a la familia Larios, a espaldas del Asilo de las Hermanitas de los Pobres en el llamado Jardín de Aclimatación y con fachada a las calles Góngora, Ayala y Héroe De Sostoa. La dirección técnica sería llevada por el arquitecto Fernando Guerrero Strachan y el maestro de obras Enrique Baena Gómez. Finalmente el arquitecto municipal Manuel Rivera Vera y el ingeniero Eduardo Franquelo dieron el visto bueno y en la sesión de Cabildo de 22 de febrero de 1918 se aprobó el informe.
El 6 de mayo se expidió la licencia de apertura, previo pago del canon municipal que ascendió a la cantidad de 1.333.013 Ptas. (1)

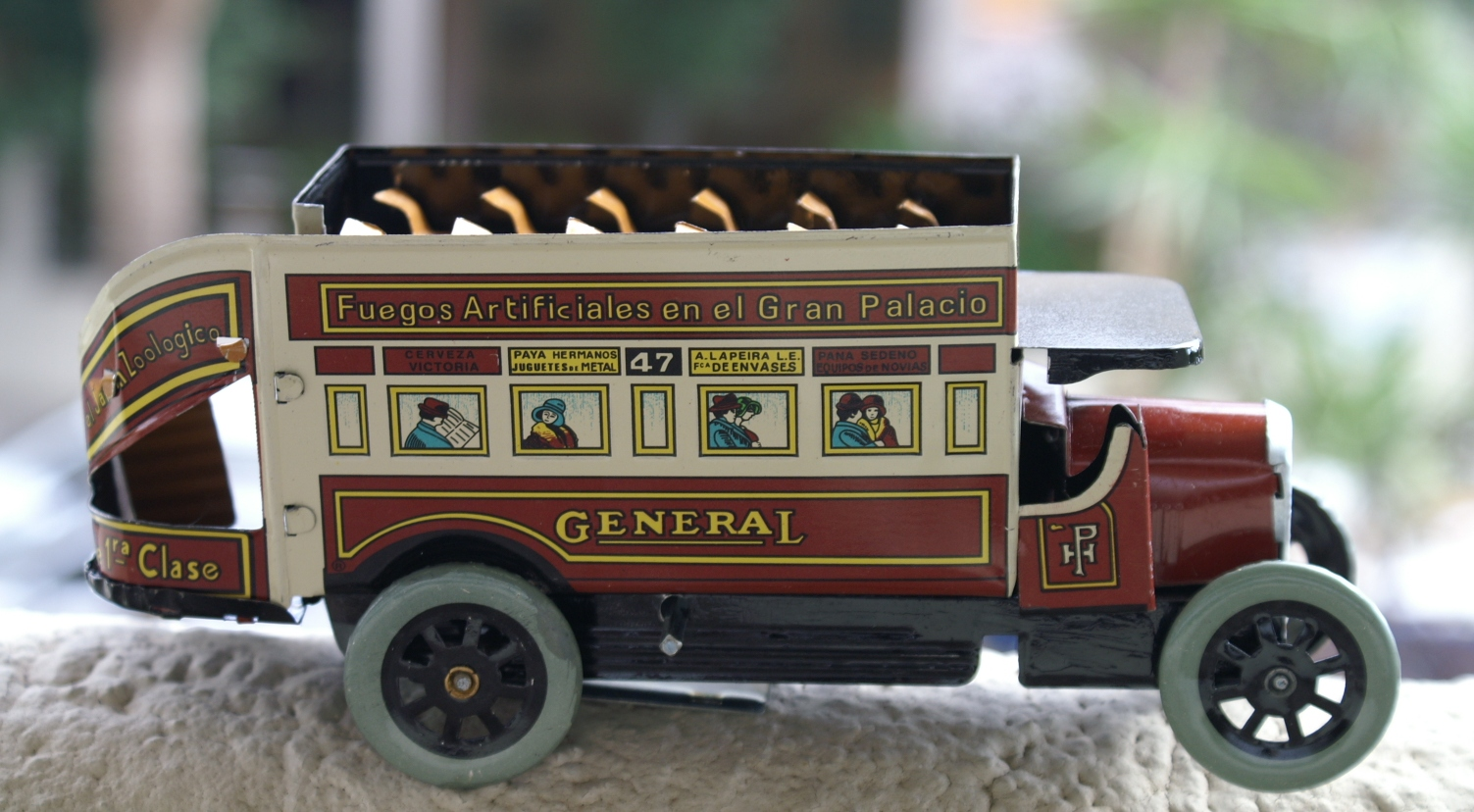
Juguete Payá de principio del donde se anuncian algunas empresas de la época: CERVEZA VICTORIA, PAYA HERMANOS, A.LAPEIRA L.E., PANA SEDENO, PAPEL GIRAFA, COÑAC PRINCIPE, PAPEL BAMBU, VINOS DE MALAGA.

La nueva fábrica se monta con la mejor maquinaria moderna haciéndola líder indiscutible, no solo en Málaga, sino en toda España.

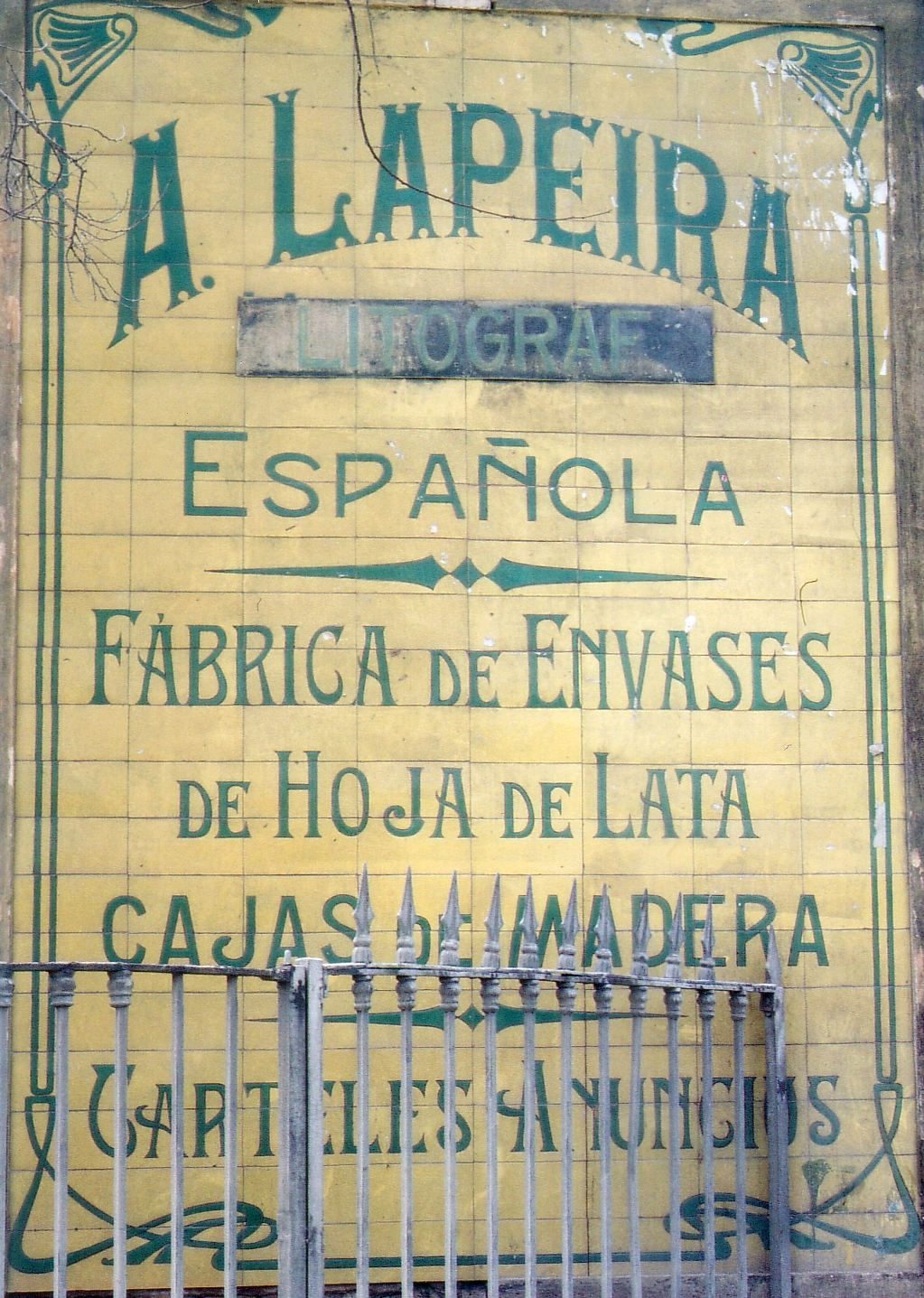
Cartel original situado a la entrada de la fábrica donde se aprecia una chapa de cinc grabada con "LITOGRAF" tapando "METALGRAF".

Fue en 1923 cuando, después de varios años de litigio entre Málaga y Roma se tuvo que sustituir Metalgraf por Litograf debido a una reclamación interpuesta en los Tribunales de Justicia por un grupo de empresarios italianos en los que, amparándose en una patente internacional, reclamaron para sí esa nomenclatura.

## Quinta generación
Para la tercera década del siglo XX prácticamente toda Andalucía es cliente de la fábrica, por lo que el esplendor empresarial e industrial alcanza su verdadero cenit. En estos años siguen al frente de la fábrica los hermanos Lapeira Meliveo, pero al fallecer en 1936 el menor de ellos, continuaron Adolfo y Antonio al frente de la empresa en unos años muy difíciles para la industria civil española y mundial. Durante esta época algunas de las máquinas y por un periodo corto de tiempo, tuvieron que reconvertirse para la fabricación de algún tipo de artefacto como la bomba “Lafitte” de diseño italiano y que era parecida a un bote de refresco con una cinta enrollada. 
El peor momento estaba aún por llegar y fue cuando en 1946 se produjo un incendio provocado en la nave izquierda, en la sección de embalaje de madera, quedando solo los muros de cemento. En aquel tiempo la información sobre los fuegos se transmitía por el repicar de las campanas de las Iglesias del barrio donde se encontraban. Adolfo cuando las oyó tuvo el presentimiento que doblaban por él y no se equivocaba. Pero como hombre de reconocida entereza, no tardó en levantar de nuevo la planta, pero esta vez 55 metros más larga haciéndola coincidir con la longitud de la derecha, es decir, 105 metros; (en el proyecto inicial de Guerreo Strachan era de solo 50 m), y el techo de “Uralita”, se sustituyó en las dos naves por mampostería de cemento. El arquitecto que dirigió las obras de reconstrucción fue Enrique Atencia.

## Sexta generación
Ya en épocas más recientes, el 10 de junio de 1954, la sociedad tiene que adaptarse a las nuevas normativas legales y solicita del Ministerio de Hacienda un código de identificación fiscal (CIF) para su normal funcionamiento como empresa y le asignan el A29000015.
Los hermanos Adolfo y Antonio siguieron durante muchos años al frente de su empresa, el primero hasta enero de 1967 y Antonio, que vivió 90 años, siguió en solitario presidiendo la sociedad que había fundado su padre hasta sus últimos días, y permanentemente informado de todo lo que acontecía a su alrededor, aunque dada su avanzada edad, eran sus sobrinos la sexta generación, quienes se ocupaban de la gestiones empresariales. Adolfo en la parte administrativa-contable y José Lapeira Valentín en la técnica y de recursos humanos. 

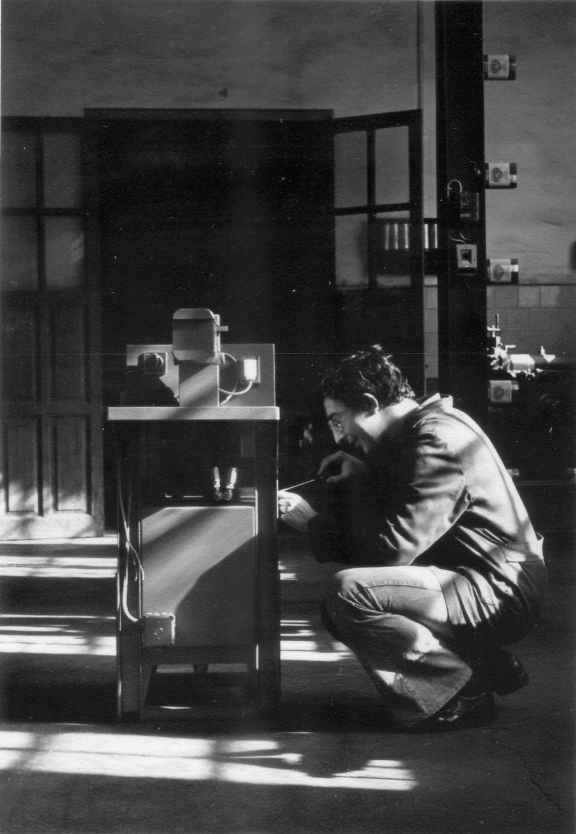
José Adolfo Lapeira León, séptima generación, reparando una formadora de cuadrado en el taller.

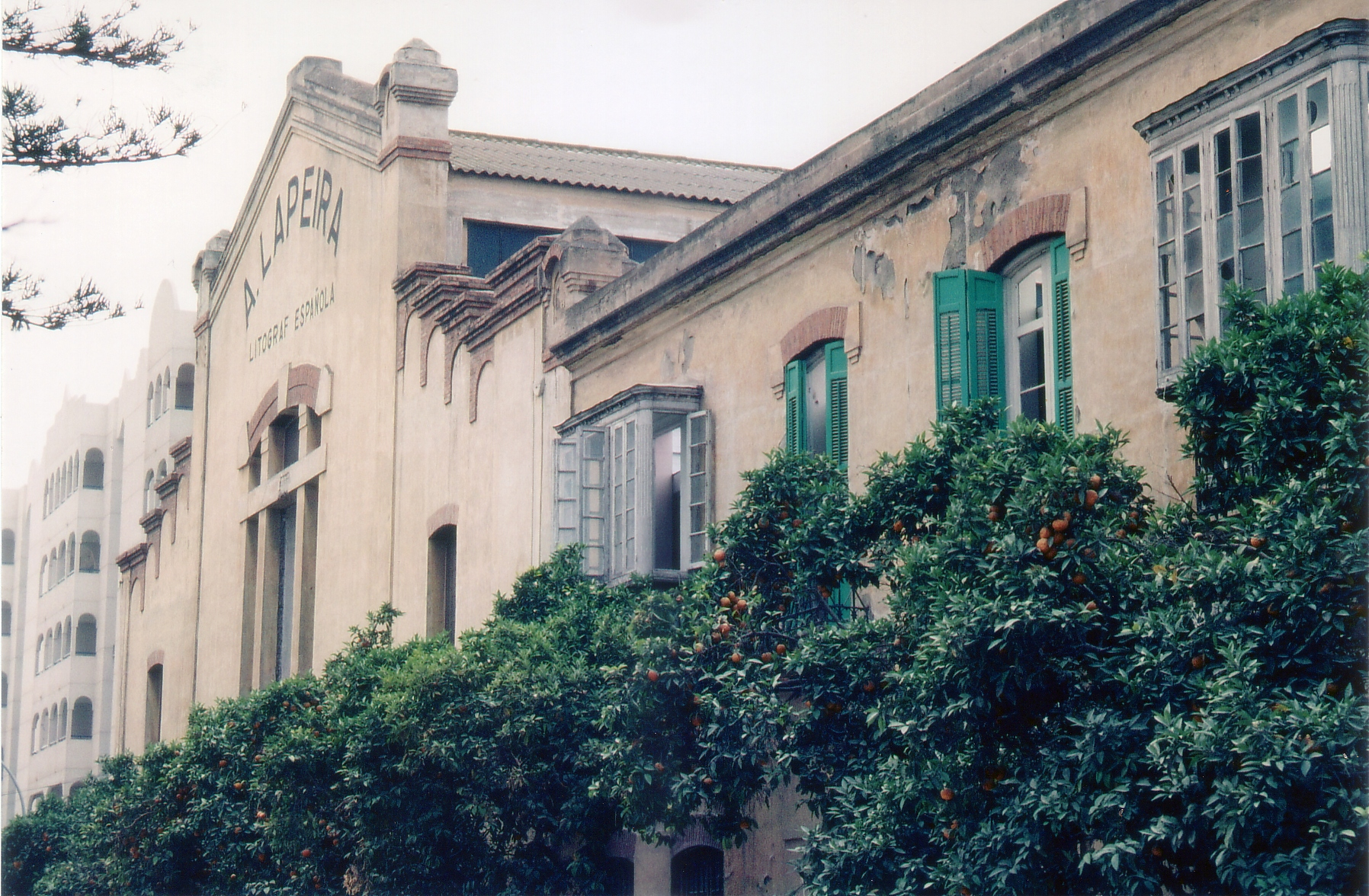
Fachada principal, fotografía de los años '80.

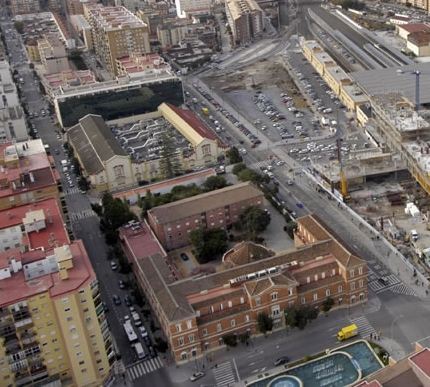
Foto tomada desde el aire en 2005.

Las puertas de esta insigne fábrica se cerraron definitivamente en 1983 cuando fue imposible hacer frente a los pagos de impuestos, Seguridad Social y las nóminas de los más o menos 150 empleados que por aquel entonces trabajaban en la empresa, unido a la falta de productividad como consecuencia del desvío hacia otras tecnologías, como el plástico o el cartón, que jubilaron demasiado rápidamente unas instalaciones modernas de la marca Cevolani que se habían adquirido unos pocos años antes para la fabricación del litro de aceite, que quedaron sin amortizar por la promesa incumplida de una empresa olivarera italiana de enormes pedidos y en exclusividad. 

## Usos posteriores del edificio
En la de 2000, el edificio construido por el reconocido arquitecto Guerrero Strachan, que goza de protección urbanística, fue adquirido por El Corte Inglés respetando y restaurando su fachada para uso comercial, y el tramo de la calle Góngora, 2 por donde tenía la entrada principal el edificio se llama Calle Juana Jugán.
En 2017 se anunció que la Agencia Tributaria ubicaría su sede temporalmente en este edificio, mediante una fórmula de alquiler a largo plazo del mismo. En 2021, la citada agencia continúa teniendo su sede en la histórica sede de la fábrica Lapeira.